# Birmingham Boys
Los Birmingham Boys (en español, Muchachos/chicos de Birmingham, también conocidos como los Brummagem Boys) fueron una pandilla callejera inglesa cuyo poder se extendió desde el norte de Inglaterra hasta el inframundo de Londres, entre los años 1910 y 1930. Perdieron el control de los hipódromos del sudeste con la pandilla Sabini.

## Historia

### Origen
Después de la Ley de Juego de 1845, el único juego permitido en Inglaterra fue en las pistas de carreras. La introducción de trenes de excursión especiales significó que todas las clases de la sociedad pudieran asistir a los nuevos hipódromos que se abrirían en todo el país. El efectivo se concentró en los corredores de apuestas, que emplearon guardaespaldas contra las pandillas de protección que operan dentro de las grandes multitudes.
William "Billy" Kimber (nacido en 1882) Summer Lane, Aston en Birmingham fue jefe de los Birmingham Boys. Con pandillas en Uttoxeter y Leeds, controlaba los hipódromos en Midlands y el Norte. Durante varios años, Kimber fue probablemente el mayor jefe del crimen organizado en el Reino Unido. Estableció una base secundaria en Islington, al norte de Londres, para concentrarse en los hipódromos del sur de Inglaterra, en equipo con el jefe de la pandilla londinense Charles 'Wag' McDonald. Kimber murió en 1942 en el hogar de ancianos Mount Stuart en Torquay, después de una larga enfermedad.
Kimber formó alianzas con organizaciones más pequeñas, como la Hoxton Gang y la Elephant and Castle Mob. Ahora, en los hipódromos del sudeste, un grupo que los Brummies comenzaron a aprovecharse fueron los corredores de apuestas judíos del East End de Londres, quienes recurrieron al jefe local del inframundo Edward Emmanuel, quien a su vez reclutó a la  italiana pandilla Sabini como protección.
En marzo de 1921, los Brummagems emboscaron a Sabini en Greenford Park Trotting Track. Unos días más tarde, Kimber fue encontrado baleado y golpeado en Kings Cross, Londres, después de haber ido a visitar a Sabini. La violencia se intensificó, pero Sabini ganó la delantera cuando 23 Birmingham boys fueron encerrados después de la "Batalla de Epsom Road".

### Batalla de Epsom Road
La pandilla de Kimber creía que un grupo de corredores de apuestas de Leeds que viajaban en una licitación de Crossley en Ewell, cerca de Epsom, el día de la Copa de la Coronación eran, de hecho, la Pandilla Sabini. La licitación fue embestida por un taxi, y 60 hombres atacaron a los ocupantes con hachas, martillos y ladrillos. El ataque fue dirigido por un hombre con un revólver, y los informes iniciales sugirieron que se trataba de un motín de Sinn Féin. La pandilla había usado taxis y un autocar azul para seguir a sus víctimas y escapar. La policía localizó al entrenador en el pub George and Dragon (ahora Kingston Lodge Hotel) en Kingston Hill y pudo reunir a 50 oficiales.

## En la cultura popular
- En la serie de televisión de la BBC Peaky Blinders, el actor inglés Charlie Creed-Miles interpretó una versión ficticia de Billy Kimber.[11]